# Pra Viagem
Pra Viagem é o álbum de estreia da cantora Kika, lançado em 2012. Inspirado por música jamaicana, reggae, dub e tropicalismo, "Pra Viagem" foi lançado em CD e LP.
O álbum foi produzido por Victor Rice e Décio7, e conta com participações de Anelis Assumpção, Kiko Dinucci, Bixiga 70, Victor Axelrod e Dustan Gallas, do Cidadão Instigado.
O show do disco foi considerado um dos melhores do ano pelo SESC e marcou presença no Oi Futuro Ipanema, na época um dos maiores festivais de música do Brasil.
A faixa "Sai Da Frente" se tornou um hit cult, atingindo 200 mil reproduções no Spotify.

## Lista de faixas
| N.º            | Título                         | Compositor(es)                                 | Duração |  |
| 1.             | "Pulso (com Anelis Assumpção)" | MAU e Renato Gama                              | 4:31    |  |
| 2.             | "Manhãzinha"                   | Kika                                           | 3:05    |  |
| 3.             | "Sai Da Frente"                | Leandro Bonfim                                 | 3:15    |  |
| 4.             | "Enxurrada"                    | Denis Duarte                                   | 2:46    |  |
| 5.             | "Amor Bastante"                | Kika e Paulo Leminski                          | 2:56    |  |
| 6.             | "Singing Along"                | Kika e Décio7                                  | 2:53    |  |
| 7.             | "De Passagem"                  | Kika, Décio7, Cris Scabello e Marcelo Dworecki | 4:34    |  |
| 8.             | "Sem Saber"                    | Kika e Décio7                                  | 4:13    |  |
| Duração total: | Duração total:                 | Duração total:                                 | 28:12   |  |